# Monhystera tenuis
Monhystera tenuis är en rundmaskart som beskrevs av Stekhoven 1950. Monhystera tenuis ingår i släktet Monhystera och familjen Monhysteridae. Inga underarter finns listade i Catalogue of Life.